# Limnaecia pamphaea
Limnaecia pamphaea is een vlinder uit de familie prachtmotten (Cosmopterigidae). De wetenschappelijke naam van deze soort is voor het eerst geldig gepubliceerd in 1965 door Bradley.
De soort komt voor in tropisch Afrika.